# Aggregaat (sociologie)

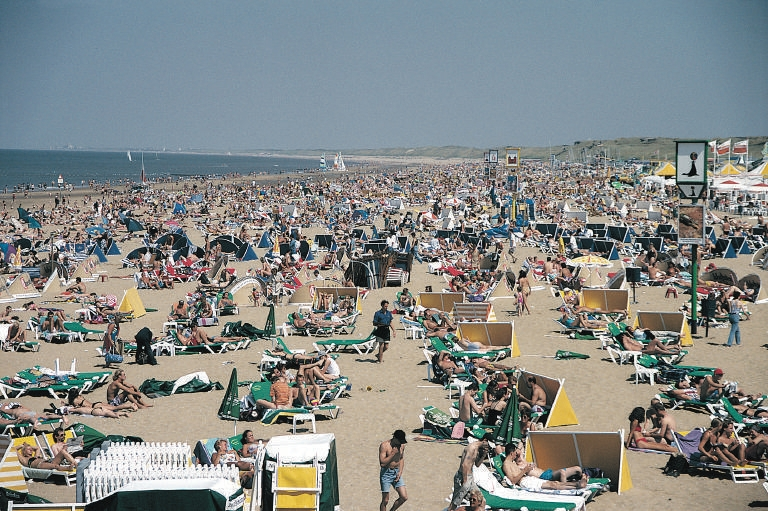
Een sociaal aggregaat op het strand van Scheveningen.

Een aggregaat is een aantal mensen die zich toevallig op dezelfde plaats bevinden, maar die zichzelf niet als groep zien. Er is geen gezamenlijk doel, maar er kan wel sprake zijn van interactie. Een aggregaat wordt veelal gezien als een simpel systeem.
Een sociale categorie bestaat uit een aantal mensen die enkele kenmerken delen, maar waarbij geen of nauwelijks sprake is van een onderlinge relatie of binding.